# Stavroula Tsolakidou
Stavroula Tsolakidou (en griego: Σταυρούλα Τσολακίδου) (Kavala, 24 de marzo de 2000) es una ajedrecista griega, nombrada maestra internacional y Gran Maestra Femenina (WGM) por la FIDE.

## Carrera
Tsolakidou nació en Kavala, ciudad al norte de Grecia, en marzo de 2000. Ganó el Campeonato Mundial Femenino Sub-14 en 2013, con lo que obtuvo el título de Maestra FIDE. En 2014 obtuvo el título de Maestra Internacional y en 2015 ganó el Campeonato Mundial Femenino Sub-16. En 2016 obtuvo el título de Gran Maestra y ganó el Campeonato Mundial Femenino Sub-18. En 2016, obtuvo el título de Gran Maestra Femenina, y ganó el Campeonato Mundial Femenino Sub-18. En abril de 2018 obtuvo el título de Maestra Internacional.
En mayo de 2018 ganó el Campeonato Italiano Femenino por Equipos con el equipo Caissa Italia, jugando dos partidas y ganando ambas.
Es la jugadora griega número 1 del ranking en mayo de 2018.